# Tour Balhan
La tour Balhan, à Château-Thierry, dans l'Aisne, en France, est l'unique vestige d'un important édifice urbain remontant au Moyen Âge. À l'origine, cet édifice, connu sous le nom de Fort Saint-Jacques, est probablement un logis seigneurial ou un ouvrage défensif. À la fin du XVe siècle ou au début du XVIe siècle, il est transformé en hôtel communal ou en hôtel particulier, dénommé alors Hôtel du Mouton d'Or. L'aspect actuel de la tour Balhan date essentiellement de cette campagne de transformation. Les différentes parties de l'hôtel disparaissent lors de travaux urbains au XIXe siècle et à la suite des destructions de la Première Guerre mondiale. La tour, elle-même endommagée, subit d'importantes restaurations après la guerre. Elle est inscrite au titre des monuments historiques en 1926.
De plan carré et haute d'une trentaine de mètres, la tour Balhan est flanquée de deux échauguettes et surmontée d'un clocher. À l'intérieur se déploie un grand escalier à vis dans une cage octogonale. Du temps de l'Hôtel du Mouton d'Or, cet escalier desservait les différents étages de deux logis adjacents (c'était là la fonction principale de la tour). Au-dessus de l'escalier se trouvent encore deux pièces, dont un oratoire ayant conservé son décor sculpté. La cloche, datée de 1520 et dont l'usage appartenait à la ville, fut offerte par un notable, Jehan Balhan, d'où le nom communément donné à la tour.

## Description
La tour Balhan, qui ressemble à un beffroi, est en fait l'ancien donjon du fort Saint-Jacques, qui était accolé à la muraille de la ville médiévale. La tour est constituée de deux parties :
- une rampe hélicoïdale accessible aux cavaliers, et qui servait à monter provisions et armes aux greniers des bâtiments voisins et des remparts de la ville;
- une partie plus classique constituées de pièces accessibles via des escaliers, qui servait de corps de garde et de salle de repos. [réf. nécessaire]

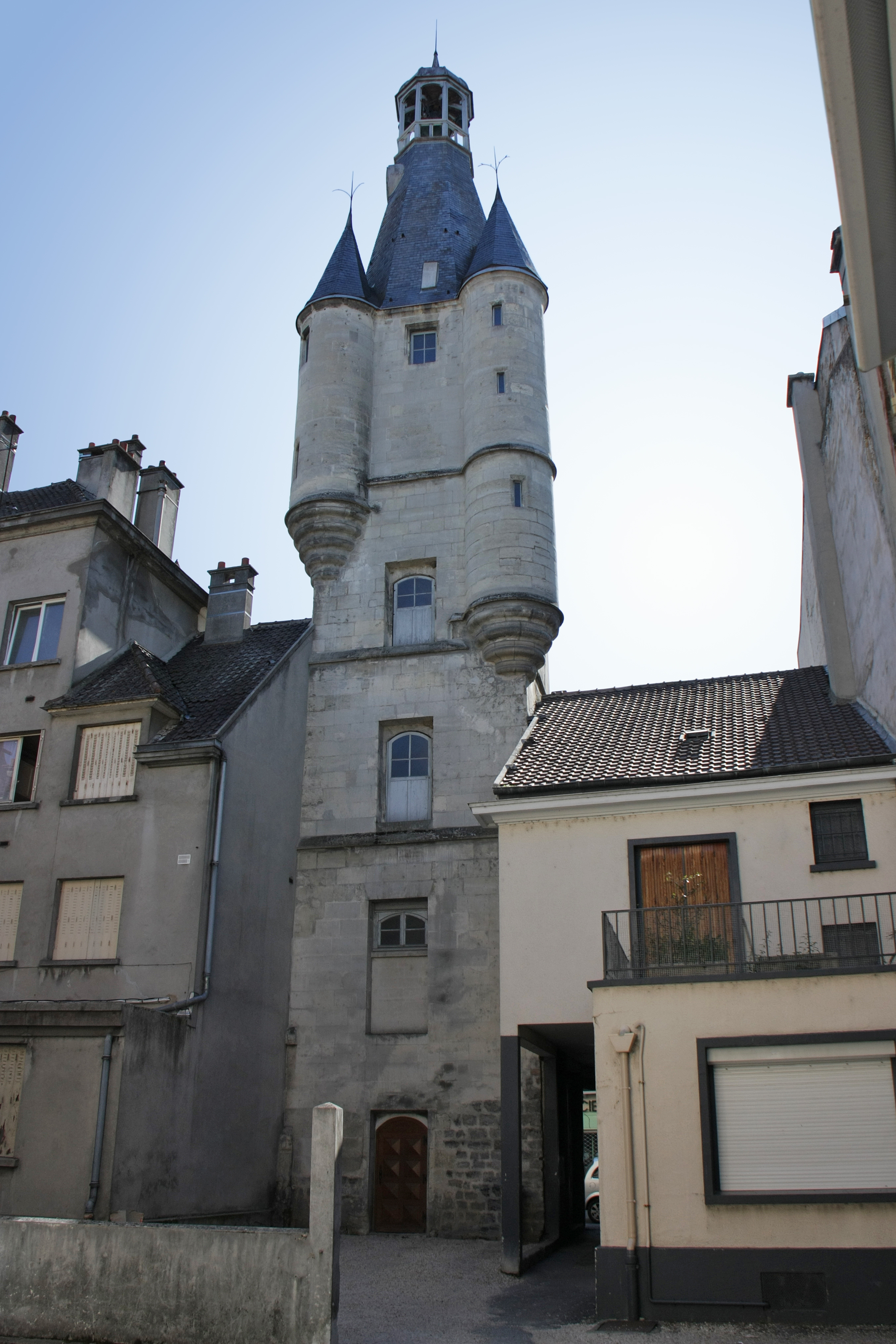
Vue de l'arrière.

Le clocheton qui surmonte la tour n'est pas d'origine, il a été rajouté lorsque la tour a perdu sa fonction de tour de guet. [réf. nécessaire]
En 1997, l'ensemble du clocheton (horloge et belvédère) a été rénové[réf. nécessaire].

## Localisation
La tour est située sur la commune de Château-Thierry, dans le département de l'Aisne.

## Historique
Alors que la ville était libérée du joug anglais en 1429 par Jeanne d'Arc la ville était pillée, en particulier le fort Saint-Jacques. C'est en 1479 que se lève à sa place l'actuelle tour Balhan. Une gravure de Chastillon du XVIe siècle nous montrait deux tours accolées qui avaient trois toits à quadruple pente.

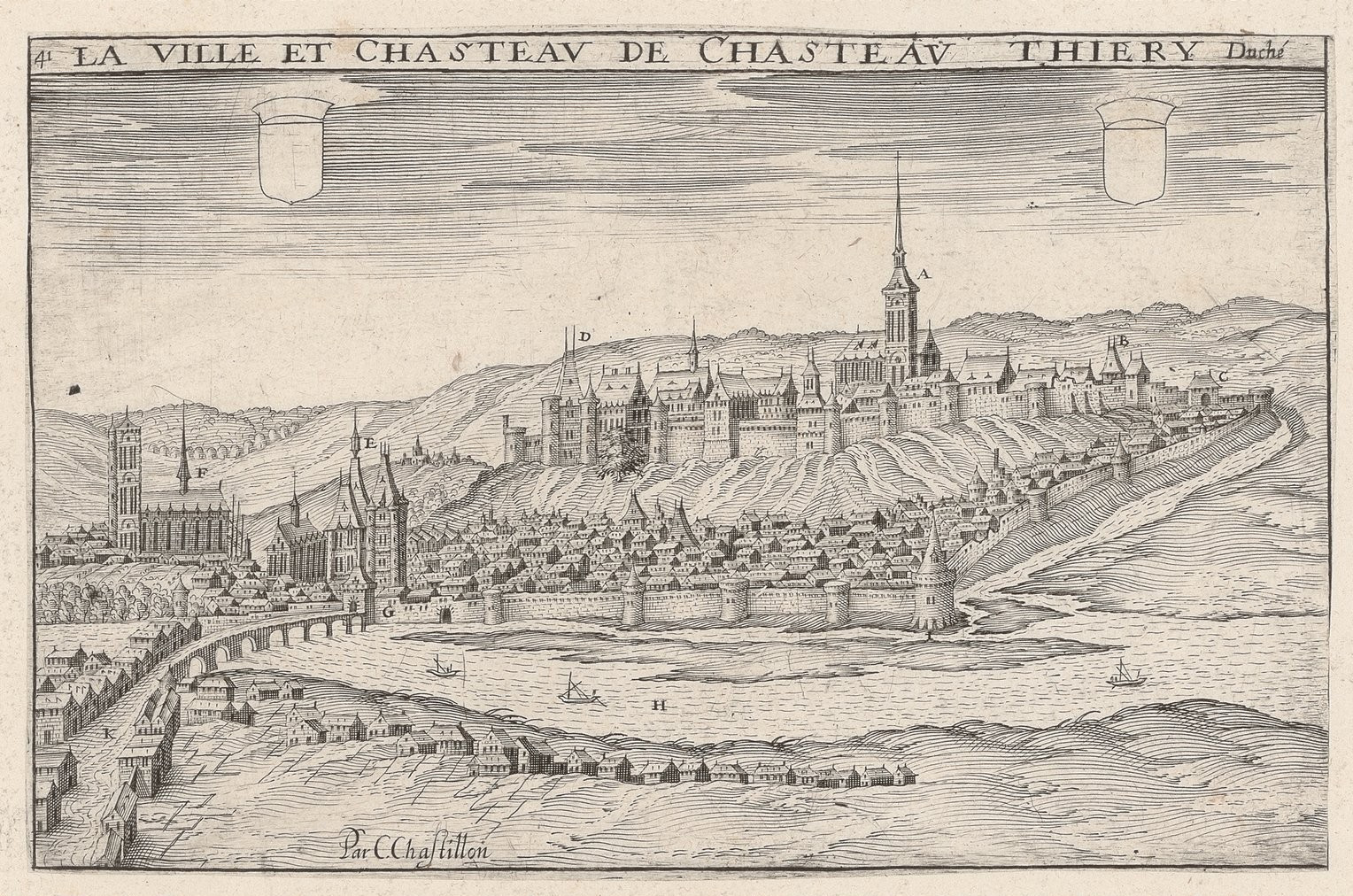
Vue de Château-Thierry à la fin du XVIe siècle ou au début du XVIIe siècle.

Une tour carrée de 33 mètres de haut, surmontée d'un toit en forme de flèche octogonale couvert d'ardoises. À l'est, deux tourelles rondes, pourvues de toits hexagonaux. À l'ouest, deux petites pyramides triangulaires fixées sur la tour.
Le monument est inscrit au titre des monuments historiques en 1926.

### Mobilier
Dans le campanile, se trouvaient trois cloches. Sur la plus grosse étaient inscrits les mots  « Jehan Balehan, marchant et grenetier de Château-Thierry m'a fait faire le XVe jour de Janvier mil V et XX ». Un blason y était également gravé. De même, l'une des poutres de la charpente avait en creux : « François Le Goût maître charpentier et Robert Ganois, maître serrurier, entrepreneurs de cet ouvrage sous la diligence de Nicolas, Henri, Fournier, conseiller du roi élu et Monsieur Philippe, Simon Denizet, tous deux eschevins de cette ville et Monsieur Martin Charpentier, procureur et syndic... et avoir été fait faire pour la première fois par Jean Balhan, marchand grenetier, comme il est marqué sur la cloche en il cinq cent vingt, et en second lieu, en mil sept cent quarante. Reconstruit en 1840 par J-C Chrétien, maître charpentier. » L'horloge a été ajoutée en 1874 avec un cadran extérieur.
Un escalier intérieur bien conservé conduit à une chapelle gothique puis à l'ancienne chambre du guet et enfin, au pied de l'échelle qui permet d'accéder à la plate-forme du campanile. On y célébra la messe dans la chapelle jusqu'à la Révolution.
Bien que la tradition l'attribue à ce Balehan, il est plus probable que la tour fut construite par Antoine le Bastard de Bourgogne, fils de Philippe le Bon et de Jeanne de Presle, qui était apanagiste de la ville et a aussi fait reconstruire les églises Saint-Martin et Saint-Crépin. Le sieur Balehan aurait fait fondre la cloche seulement.

## Images

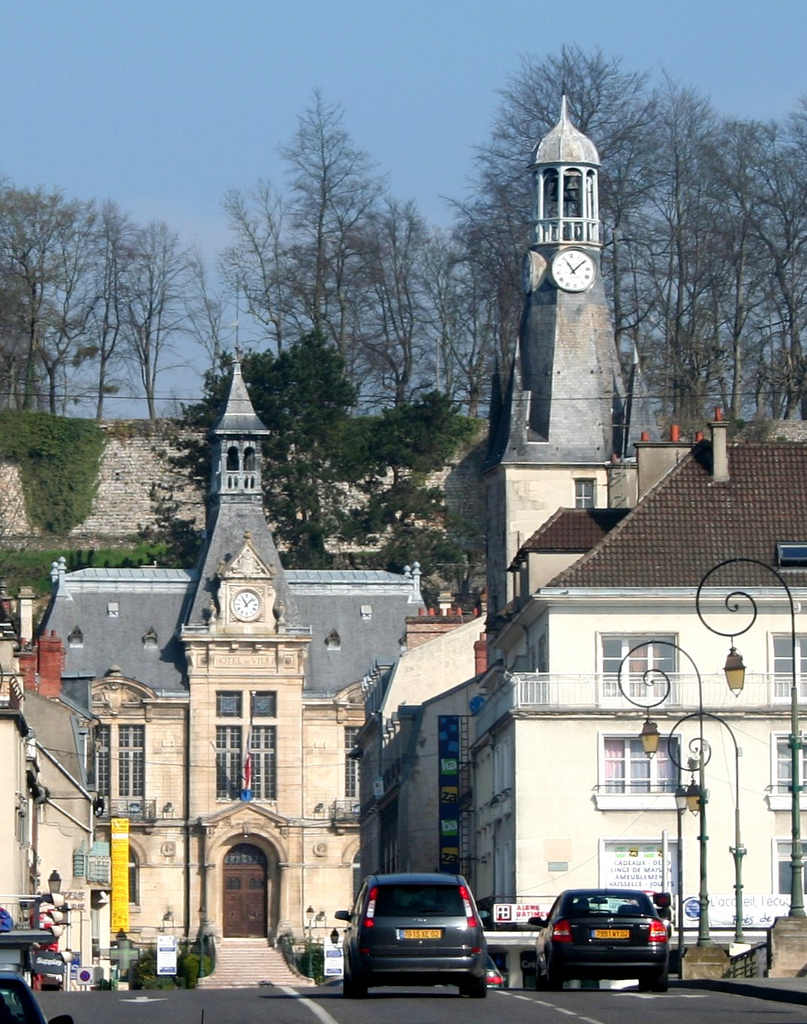
Sa situation par rapport à l'Hôtel de ville et aux remparts.
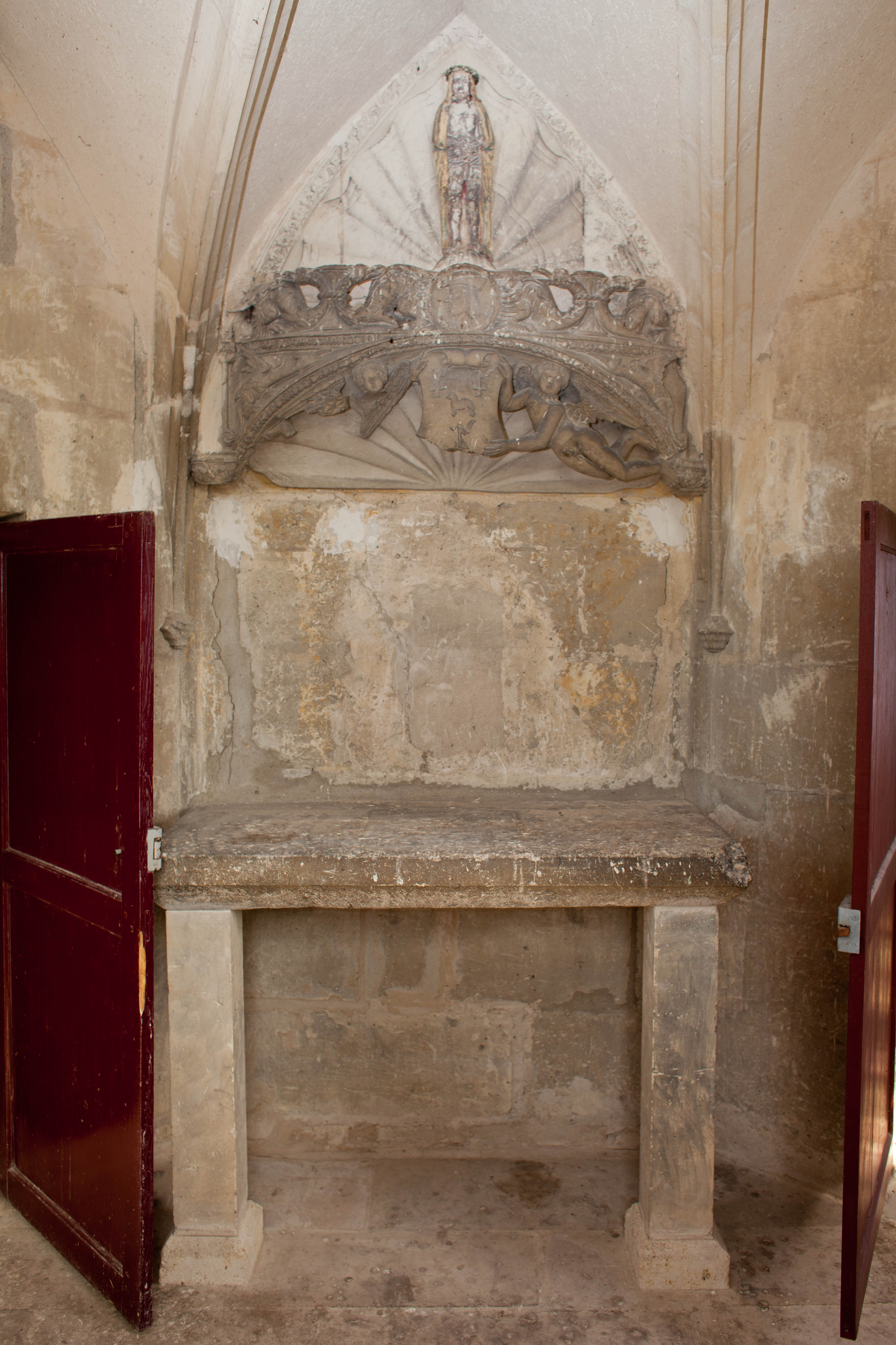
Cheminée.
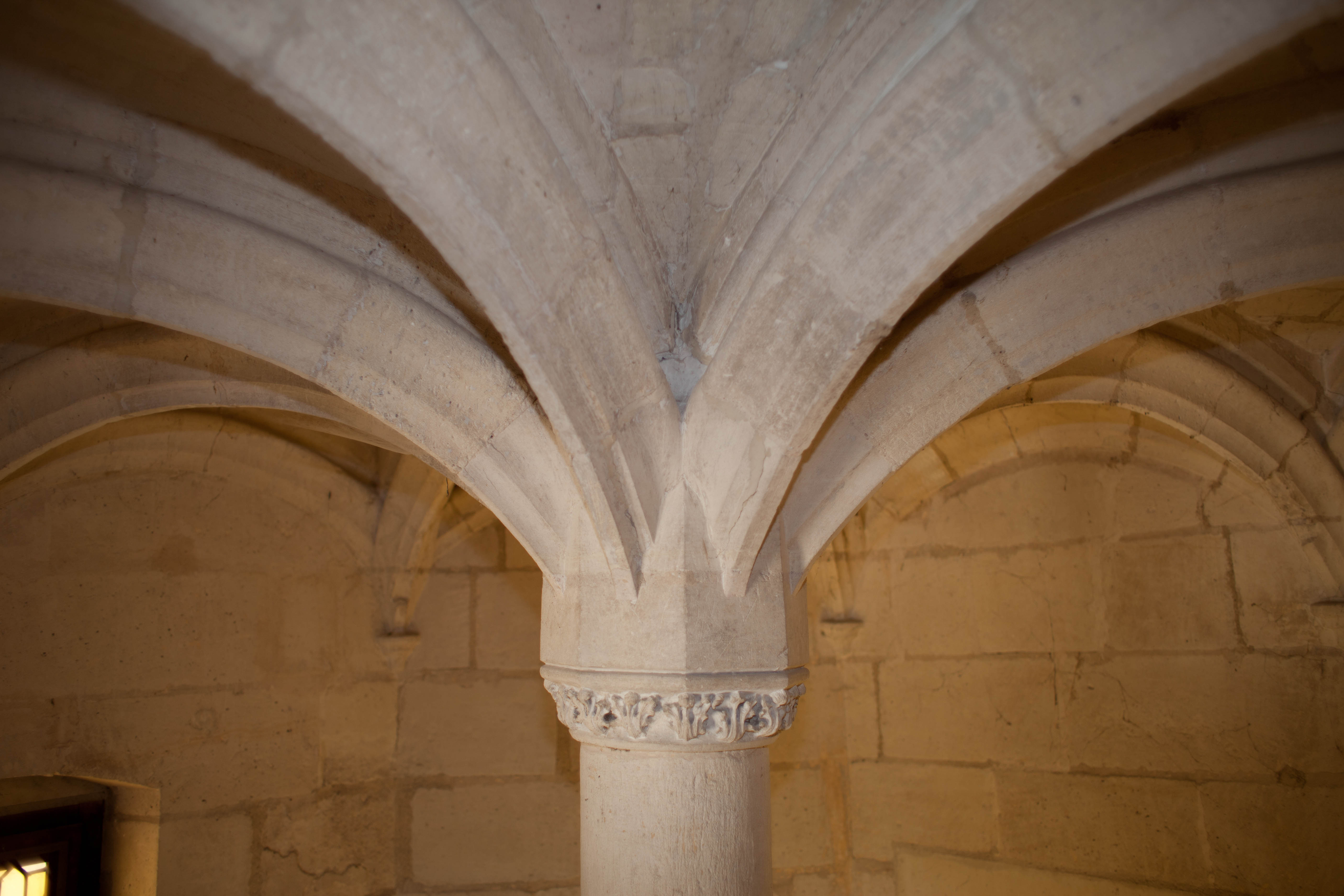
Sommet de la rampe hélicoïdale.